# Adolf Pfeiffer
Adolf Pfeiffer (* 29. Oktober 1876 in Wiesbaden; † 14. Mai 1961 in Kiel) war ein deutscher Vizeadmiral der Kriegsmarine.

## Leben
Adolf Pfeiffer trat am 2. April 1895 in die Kaiserliche Marine ein und wurde am 25. April 1912 Korvettenkapitän. Später war er von August 1914 bis Dezember 1914 Chef der neu aufgestellten VIII. Torpedobootsflottille und anschließend bis Mai 1917 Chef der Türkischen Torpedobootsflottille. Als Dezernent kam er bis Juli 1918 in die operative Gruppe des Admiralstabs der Marine. Bis Mitte August 1918 war er als Fregattenkapitän (Beförderung am 28. April 1918) in Vertretung Kommandant der Pillau. Bis Kriegsende war er wieder im Admiralstab der Marine in der Seekriegsleitung.
Nach dem Krieg wurde er in die Reichsmarine übernommen. Als Kapitän zur See (Beförderung am 8. März 1920) war er von März bis Oktober 1923 Kommandant der Braunschweig. Er wurde im Oktober 1923 Befehlshaber der leichten Seestreitkräfte der Nordsee, welcher aus dem Befehlshaber der Seestreitkräfte der Nordsee hervorgegangen war und später auch wieder den Namen erhielt, und blieb in dieser Position bis September 1924. Anschließend wurde er Chef des Marinekommandoamtes bei der Marineleitung. Am 1. Februar 1925 folgte seine Beförderung zum Konteradmiral. Zum 30. September 1928 wurde er als Chef des Marinekommandoamtes mit dem Charakter als Vizeadmiral aus der Reichsmarine verabschiedet.
Von April 1940 bis Oktober 1942 war er Richter am Oberprisenhof in Berlin. Am 1. September 1942 hatte er das Patent zum Vizeadmiral z. V. erhalten. Am 31. Mai 1943 wurde er aus der Kriegsmarine entlassen.

## Werke (Auswahl)
- Nachwort in Matti Mäkelä: Souchon, der Goebenadmiral, greift in die Weltgeschichte ein, 1936.
- Vorwort in Herbert Wendt: Der Kampf um die Ostsee. Vier Tannen Verlag, 1943.